# Mrazivá tajemství
Mrazivá tajemství je český webový pořad premiérově vysílaný v letech 2016 až 2018 českou internetovou televizí Stream.cz.

## Děj
Seriál Mrazivá tajemství pojednává o jednotlivých pohádkách nebo příbězích a odhaluje jejich mrazivá tajemství, podle čehož se pořad také jmenuje. Pořad odhaluje pravdu o různých pohádkových postavách, které jsou v samotných pohádkách považovány za hrdiny či odvážné lidi, ale podle pořadu odhalujícího jejich stinné stránky se z nich mohou stát psychopati. Každý díl začínal nejprve stručným uvedením děje pohádky, který však někdy býval pozměňován či doplňován. Během pořadu byla pohádka a především postavy a okolnosti postupně analyzovány. Na konci bylo vždy stručné shrnutí dílu a pohádky.

## Vysílání

### První řada
Pořad Mrazivá tajemství byl poprvé vysílán dne 20. října 2016, když byl vydán první díl o Sněhurce. V první řadě byly vydány ještě další čtyři díly seriálu, vysílané každý další týden ve čtvrtek, které pojednávaly o Jeníčkovi a Mařence, Červené karkulce, Mášence a třech medvědech a Pinocchiovi. Díly měly průměrnou délku asi 6 minut a divák si je všechny mohl prohlédnout na mobilní aplikaci ihned, kdežto na internetu je vidět nemohl. První řada nakonec 17. listopadu 2016 odvysíláním posledního dílu na internetu skončila.

### Druhá řada
První díl druhé řady byl vysílán ve čtvrtek 9. listopadu 2017 a pojednával o stvoření světa. Průměrná délka dílů se zkrátila na 4–5 minut, dílů bylo odvysíláno více a nebyly všechny rovnou dostupné na mobilní aplikaci. Díly nepojednávaly pouze o pohádkách, ale i o různých biblických příbězích. V druhé řadě seriálu bylo odvysíláno celkem 8 dílů, poslední díl druhé řady pojednávající o mimozemšťanech byl odvysílán v neděli 31. prosince 2017.

### Třetí řada
Třetí řada seriálu Mrazivá tajemství začala být vysílána 1. března 2018 a pojednávala o Praotci Čechovi. Tato řada měla celkem 7 dílů. Na rozdíl od obou předchozích řad se seriál přestal věnovat pohádkám a místo toho se zajímal o problémy v historii, bibli nebo i v běžném světě. Pořad byl uváděn i na televizní stanici Seznam.cz. Vzhledem k vyšší kontroverznosti pořadu se výrazně snížila jeho sledovanost, která byla u první série zhruba 433 tisíc diváků na jeden díl, u druhé série zhruba 401 tisíc diváků na jeden díl a u třetí řady se snížila na zhruba 135 tisíc diváků za jeden díl.[zdroj?]